# 三和 (栄町)
三和（みわ）は、千葉県印旛郡栄町の大字。郵便番号270-1536。

## 地理
北は茨城県利根町立崎、北東は布太、東は請方、南から西は布太に隣接している。
飛び地があり、茨城県利根町立崎、中谷、請方、布太に隣接している。

## 世帯数と人口
2017年（平成29年）11月1日現在の世帯数と人口は以下の通りである。
| 大字 | 世帯数 | 人口  |
| ---- | ------ | ----- |
| 三和 | 41世帯 | 120人 |

## 小・中学校の学区
町立小・中学校に通う場合、学区は以下の通りとなる。
| 地域 | 小学校           | 中学校         |
| ---- | ---------------- | -------------- |
| 全域 | 栄町立布鎌小学校 | 栄町立栄中学校 |

## 施設
- 三和集会所

## 交通

### バス
- 栄町循環バス[5]
  - 安食循環ルート[6][7]
    - （西） - 44雙林寺入口 - （請方）

### 道路
- 国道
  - 国道356号